# JTBツーリズムビジネスカレッジ
JTBツーリズムビジネスカレッジ（JTB Tourism Business College）は、日本の東京都豊島区に所在する専門学校（専修学校）である。運営はJTBグループの学校法人 国際文化アカデミー。

## 概要
1987年に設立され、JTBグループのノウハウを活かした教育を提供し、旅行・観光・ホテル・ブライダル業界などの幅広い分野で活躍できる人材を育成している。現在の学校長は坂本友里である。

## 教育

### 理念
ツーリズム業界に必要な専門能力・ホスピタリティと共に、社会人としてグローバルに通用する人間性・基本能力を備えた人材を育成する。

### 設置学科
昼間部
- 国際観光ビジネス科

- 観光総合コース

旅行、ホテル、空港などツーリズム業界で求められる知識・スキルを学び、資格取得や企業実習を通じて業界就職を目指す。
- グローバル・インバウンドコース

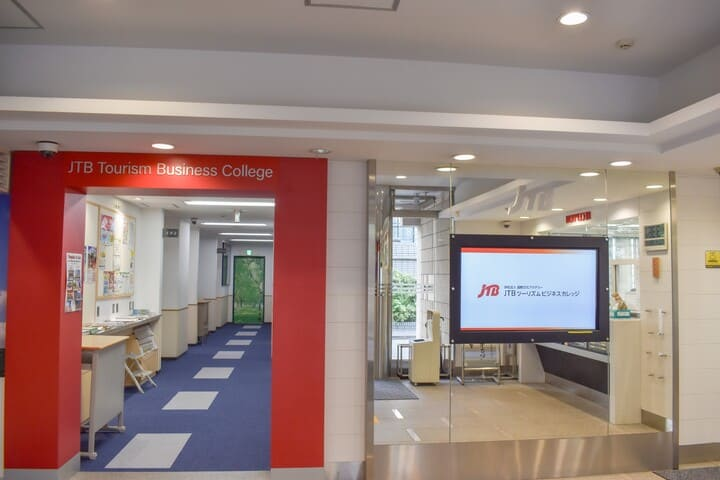
エントランス

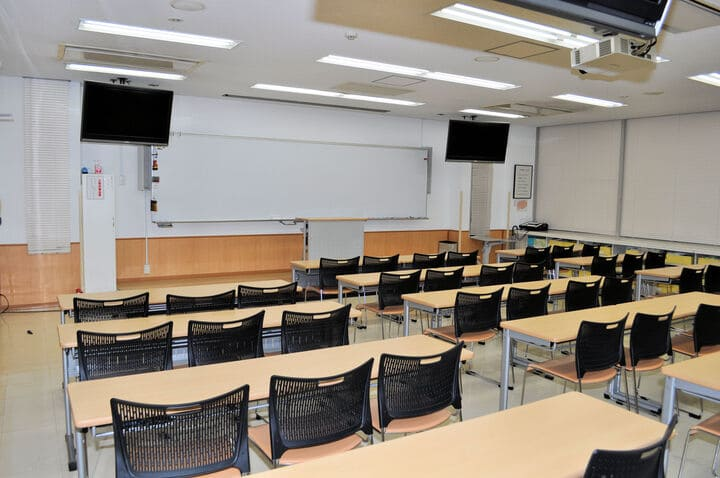
一般教室

訪日外国人向けの観光業務に特化し、英語・中国語の語学力や異文化理解を深める。
- 国際ホテル＆ブライダル科

ホテル業務全般、ブライダルプランニング実習などを学び、ホスピタリティマインドを養成する。
- 国際観光ビジネス訪日科

訪日外国人旅行者の増加に対応し、日本の文化・歴史・観光資源を理解しながら多言語対応能力を身につける。
夜間部
- 国際観光ビジネス科

昼間部と同様の内容を学びながら、働きながら資格取得を目指す。
- 国際観光ビジネスデュアル科

企業で働きながら学ぶデュアルシステムを採用し、実務経験を積みながらスキルを習得する。

## 沿革
- 1981年9月	- 「国際観光文化学院」設立[1]
- 1982年4月	- 「国際観光文化学院」(非学校法人) 開設
- 1987年2月 - 東京都から学校法人設立許可を取得
- 1987年4月	- 「学校法人 国際文化アカデミー」設立、「専門学校 国際観光文化学院」開校
- 1999年4月	- 「ジェイティービートラベルカレッジ」と学校名を改称
- 2000年4月	- “国際ホテル科” を開設
- 2001年4月	- 留学生の受入れを開始
- 2002年4月 - “夜間部　国際旅行ビジネス科” を開設
- 2007年4月	- 「JTB トラベル＆ホテルカレッジ」と学校名を改称
- 2008年4月	- “夜間部 国際旅行ビジネスデュアル科” を開設、国際ホテル＆ブライダル科に“ブライダルコース” を設定
- 2014年4月	- “国際旅行ビジネス科”（昼間部・夜間部）を“国際観光ビジネス科”（昼間部・夜間部）と改称
- 2014年4月	- “夜間部 国際旅行ビジネス デュアル科”を“夜間部 国際観光ビジネス デュアル科” と改称
- 2019年4月	- 国際ホテル科“ホテル総合コース” と“ブライダルコース” を統合し、“国際ホテル& ブライダル科” を開設
- 2020年4月	- 国際観光ビジネス科（昼間部）に“グローバル・インバウンドコース” を開設
- 2022年4月	- 創立40 周年を迎える
- 2024年4月	- 「JTB ツーリズムビジネスカレッジ」と学校名を改称[2]

## 主な就職先
- JTBグループ（JTB、JTB商事、I&J デジタル イノベーション 等）
- ホテル・ブライダル・レストラン（京王プラザホテル、ノバレーゼ 三瀧荘 等）
- 運輸・空港・観光関連・その他（埼玉高速鉄道、アジアツーリスト 等）
- 大学進学

## 主な出身者
- 東愛美（モデル）

## 交通アクセス
- 都営三田線「巣鴨駅」から徒歩3分
- JR山手線「巣鴨駅」から徒歩5分